# Тростянь
Тростянь — село в Пестравском районе Самарской области. Входит в состав сельского поселения Падовка. 

## География
Находится на расстоянии примерно 32 километра по прямой на запад от районного центра села Пестравка.

## Население
Постоянное население составляло 238 человек (русские 95%) в 2002 году, 234 в 2010 году.